# Libanezen in Nederland
Met Libanezen in Nederland (Libanees-Arabisch: اللبنانيين في هولندا) worden in Nederland wonende Libanezen, of Nederlanders van Libanese afkomst aangeduid. Volgens het Centraal Bureau voor de Statistiek (CBS) woonden er per 1 januari 2020 zo’n 7.437 Nederlanders met een Libanese migratieachtergrond in Nederland. Er zijn ook een klein aantal Libanezen die vanuit Suriname en de Nederlandse Antillen naar Nederland toe zijn gemigreerd.

## Aantal
De Libanezen vormen een relatief kleine migrantengroep in Nederland, vooral vergeleken met andere migrantengroepen uit dezelfde regio (zoals Irakese Nederlanders en Syrische Nederlanders). Tussen 1996 en 2020 is het aantal Libanezen verdubbeld: de groei is grotendeels de wijten aan een verviervoudiging in de tweede generatie Libanezen.
| Jaar             | 1996  | 2000  | 2005  | 2010  | 2015  | 2020  |
| ---------------- | ----- | ----- | ----- | ----- | ----- | ----- |
| Eerste generatie | 2 303 | 2 533 | 2 861 | 2 967 | 3 022 | 4 393 |
| Tweede generatie | 726   | 1 125 | 1 713 | 2 213 | 2 570 | 3 044 |
| Totaal           | 3 065 | 3 658 | 4 574 | 5 180 | 5 592 | 7 437 |

## Bekende Libanese Nederlanders
- Danny Ghosen (1978) - journalist en presentator